# Aunque no sea conmigo
«Aunque no sea conmigo» es una canción compuesta por Santiago Díaz e interpretada por el cantautor español Enrique Bunbury incluida en su segundo álbum de grandes éxitos tiutlado Canciones 1987-2017 (lanzado en 2018), que también fue lanzada como un sencillo principal e inedito por su discográfica EMI España en el año 2018.

## Antecedentes y significado
Santiago "Chago" Diaz Vera, cantautor de Durango, México, la compuso inspirado por su amante Dora Lilia Fernández Ledezma (Lily Fernández), una relación marcada por obstáculos como su matrimonio previo y la desaprobación familiar. Compuesta a principios de los años 80, es un testimonio de su deseo de que ella fuera feliz, incluso sin él.
En 2001, Celso Piña y Rubén Albarrán publicaron, junto a algunos integrantes de Café Tacvba, su versión en el álbum "Barrio Bravo".
En 2002, Enrique Bunbury agregó su versión en vivo a su álbum "Flamingos: XX Aniversario". Posteriormente, junto a Andrés Calamaro, la añade, ya grabada en estudio, al álbum dueto "Hijos del Pueblo".

## Vídeo musical
Fue dirigido por Jorge Ortiz de Landázuri Yzarduy y se muestra al cantante cantando la canción en vivo. Actualmente el video cuenta con más de 300 mil millones de reproducciones en su canal en YouTube.

## Versiones con otros artistas
- Andrés Calamaro[4]
- Celso Piña[5][6]
- Rubén Albarrán (integrante del grupo Café Tacvba)[7]

## Posición en listas
| Lista (2018)               | Posición |
| -------------------------- | -------- |
| España Top 100             | 2        |
| España Top Charts          | 66       |
| México La Invasora 98.9 FM | 1        |